# Josué Waddington
Josué Waddington (York, 1792 - Valparaíso, 11 de octubre de 1876) fue un ingeniero británico, considerado como uno de los principales responsables de la transformación de Valparaíso. 

## Llegada a Chile en 1817
Waddington llegó a la ciudad de Buenos Aires, Argentina en el año 1810 y contrajo nupcias con Rosario Urrutia, con la que fue padre de ocho hijos. En esta ciudad se establece con una casa de comercio.  En 1817, poco después de la batalla de Chacabuco, el 17 de agosto viaja a Chile, con el fin de extender sus negocios, y funda la firma “Waddington, Templeman y Cía.", la que llegó a ser una de las más influyentes de la costa del Pacífico. Ya en la Patria Nueva, en 1820 adquiere la hacienda San Isidro de Quillota, la que gracias a las obras hidráulicas que desarrollará se convertirá en un gran vergel. En 1825 comenzó con el loteo de terrenos para la venta en el cerro Concepción de Valparaíso, del cual era propietario junto al cerro Playa Ancha, principalmente para que pudiesen habitar otros inmigrantes de origen británico y alemán y construir allí pequeñas quintas, lo que dió inicio a la urbanización de dicho cerro en terrenos inhabitados. Ya era considerado uno de los hombres más acaudalados del país hacia 1830. 
En 1839 colabora con el Estado chileno en la Campaña restauradora .

## Canal Waddington
En 1845 comienza la construcción del canal Waddington de regadío que tenía como objetivo llevar agua desde el río Aconcagua en la ciudad de La Calera hasta Valparaíso, lo que no logró concretar, llegando con la construcción solo hasta la actual ciudad de Limache, con una extensión de poco más de 60 kilómetros, pasando por las comunas de La Calera, La Cruz, Quillota, Limache para finalizar en  la entonces hacienda de Lliu Lliu.  A este canal se le debe en gran medida la prosperidad agrícola de la que fue parte este tramo del valle del Aconcagua y el valle de Limache en los años posteriores .  Además, habilita minas en Copiapó, Aconcagua y Huasco. 

## Fundación de la Compañía de Bomberos
En 1851, funda la actual 10ª Compañía de bomberos de Valparaíso, entonces “Guardia de propiedad”, misma que en 1866 prestaría servicios durante el bombardeo a Valparaíso por parte de la escuadra española, y de la que Josue Waddington sería su Capitán. En el mismo año se organiza una sociedad con capitales chilenos para la construcción del Ferrocarril de Valparaíso a Santiago y de Santiago al Sur, formando así una de las primeras sociedades anónimas chilenas, la Compañía de Ferrocarriles de Santiago a Valparaíso (CFSV). Sus principales accionistas fueron El Estado chileno con dos mil acciones; Matías Cousiño con ochocientas acciones; Candelaria Goyenechea y Josue Waddington con seiscientas acciones cada uno.  Estos tres accionistas privados correspondían a personajes connotados de la sociedad chilena de entonces, quienes habían formado fortuna en el comercio y la minería.  Poseían intereses comerciales en Valparaíso y eran propietarios de valiosas haciendas en los valles interiores.  Josue Waddington era propietario de la hacienda La Trinidad de Limache y la hacienda San Isidro de Quillota.  Su casa en Valparaíso albergaría a grandes personajes de la historia nacional.  Es así como el 3 de marzo de 1843 muere en su quinta el primer Arzobispo de Santiago, don Manuel Vicuña.